# Dendrobium pachyphyllum
Dendrobium pachyphyllum är en orkidéart som först beskrevs av Carl Ernst Otto Kuntze, och fick sitt nu gällande namn av Reinier Cornelis Bakhuizen van den Brink. Dendrobium pachyphyllum ingår i släktet Dendrobium, och familjen orkidéer. Inga underarter finns listade i Catalogue of Life.